# Oficina de Distribución de Demandas Civiles

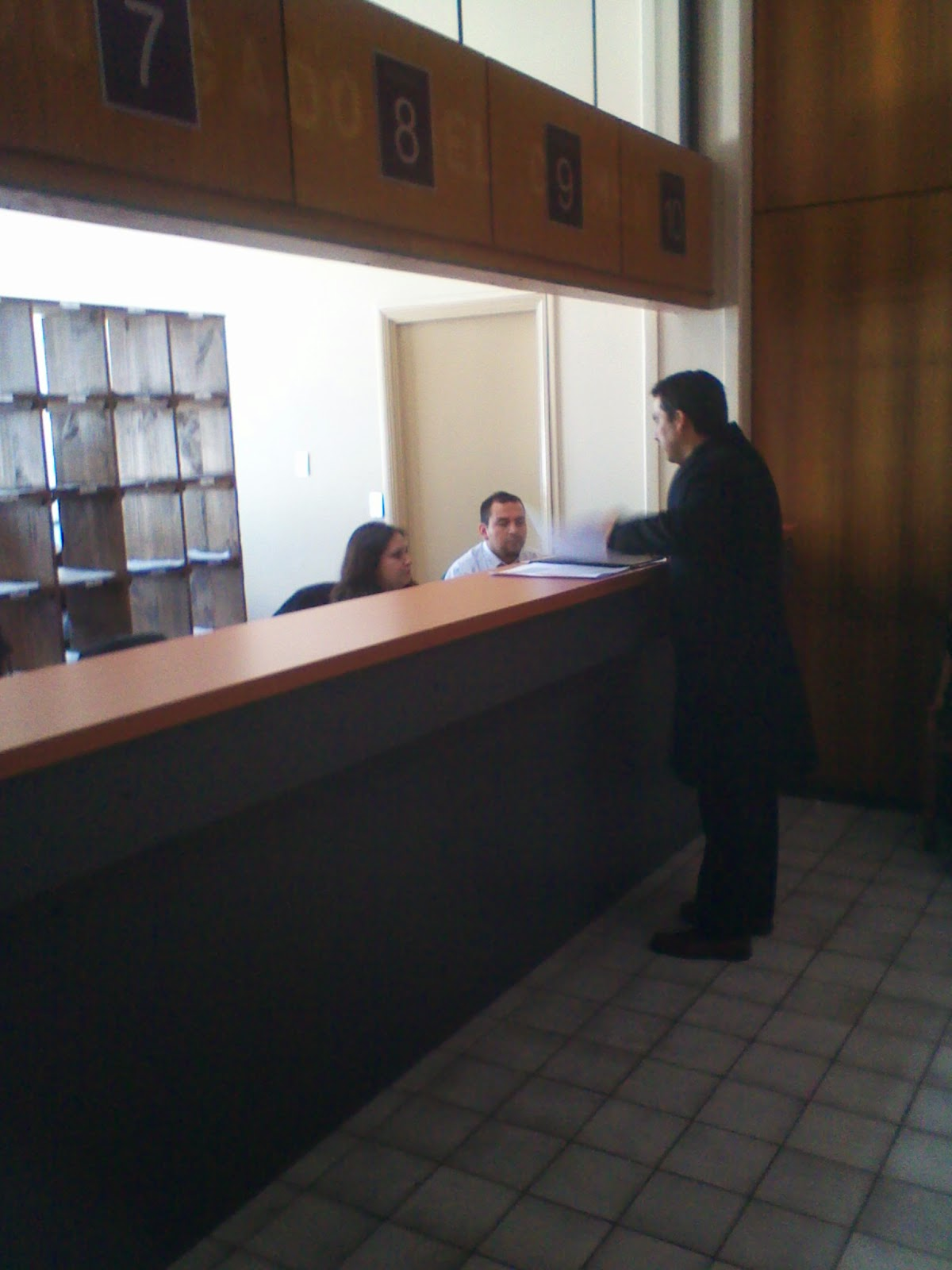
Oficina de Distribución de Demandas Civiles de Santiago.

La Oficina de Distribución de Demandas Civiles es una unidad especializada dependiente de la Corte de Apelaciones de Santiago, en Chile, que realiza labores de recepción, digitalización y distribución de toda clase de escritos judiciales que se presentan ante cualquiera de los 30 juzgados civiles dispuestos en la jurisdicción de Santiago.

## Plan piloto
En 2010 la Corte de Apelaciones de Santiago implementó el denominado «plan piloto» para la recepción de los escritos judiciales destinados a los Juzgados civiles 1.º, 5.º, 8.º, 12.º, 13.º, 14.º, 15.º, 17.º y 18.º.
En 2014 el plan piloto se hizo extensivo a los 30 juzgados civiles de Santiago, trasladándose la recepción de los escritos a la Oficina de Distribución de Demandas Civiles, en Compañía 1213, comuna de Santiago. Luego de la remodelación, a inicios de 2016 la Oficina retorna a las dependencias de Huérfanos 1409.
La Corte Suprema, a través del Auto Acordado de 23 de abril de 2014, estableció la necesidad de implementar expedientes digitales para la tramitación electrónica en los tribunales con competencia en lo civil, lo que se haría efectivo de manera gradual, materializándose en abril de 2015 con la puesta en marcha del plan piloto electrónico en los juzgados 9.º y 22.º.

## Clases de escritos que recepciona
- Demandas nuevas dirigidas a cualquiera de los 30 juzgados civiles de Santiago.
- Escritos judiciales dirigidos a cualquiera de los 30 juzgados civiles de Santiago, siempre que se presenten sin documentos adjuntos.
- Exhortos provenientes de juzgados civiles de otros territorios jurisdiccionales, que deban tramitarse por juzgados civiles de Santiago.
- Demandas nuevas dirigidas a los Juzgados de letras del Trabajo.